# Нагаланд
Нагаланд (на хинди: नागालैंड; на английски: Nagaland) е щат в Североизточна Индия. Има площ от 16 579 кв. км (на 25-о място от щатите в Индия) и население от 1 980 602 жители (2011 г.) (на 24-то място от щатите в Индия). Основан е на 1 декември 1963 г. (16-и от щатите в Индия по основаване). 90,20% от населението са християни, 75% от които са баптисти. Официалният език е английски.